# Liam Naughten
William Anthony Naughten, né le 30 mai 1944 à Roscommon et mort le 16 novembre 1996 à Galway, est un homme politique irlandais. Successivement sénateur et député, il exerce comme Cathaoirleach (président) du  Seanad Éireann  (chambre haute du parlement) de 1995 à 1996. Il est membre du Fine Gael.

## Carrière politique
Liam Naughten est un agriculteur. Il se lance en politique lors des élections générales irlandaises de 1977 dans la circonscription électorale de Roscommon-Leitrim. Il est battu. Il se représente lors des élections générales irlandaises de 1981 avec le même résultat.
Son entrée au Parlement se fait néanmoins la même année lorsqu'il est élu par le panel de l'agriculture au Seanad Éireann,. Il siège à partir du 8 octobre 1981 au 15e Seanad. Il démissionne de son siège en février 1982 après avoir été élu Teachta Dála lors des élections générales irlandaises de février 1982 dans la circonscription de Roscommon. Il est systématiquement réélu lors des deux élections suivantes. Il siège ainsi au Dáil Éireann jusqu'en 1989.
Il est de nouveau sénateur pour le panel de l'agriculture de 1989 à 1996.

## Famille
Il est le père de Denis Naughten, ministre des Communications, de l'Action climatique et de l'Environnement dans le gouvernement de Leo Varadkar.

## Décès
Liam Naughten meurt d'un accident de la route en novembre 1996.